# 博奈直線脂鯉
博奈直線脂鯉，為輻鰭魚綱脂鯉目脂鯉亞目脂鯉科的其中一個種，為熱帶淡水魚，分布於南美洲巴西Miranda河上游流域，體長可達4.4公分，棲息在森林溪流，成群活動，以昆蟲等為食，生活習性不明。

## 扩展阅读
- 維基物種上的相關：博奈直線脂鯉